# Medioxyoppia nagoyae
Medioxyoppia nagoyae är en kvalsterart som beskrevs av Ohkubo 1991. Medioxyoppia nagoyae ingår i släktet Medioxyoppia och familjen Oppiidae. Inga underarter finns listade i Catalogue of Life.